# Валксфелде
Валксфелде (њем. Walksfelde) општина је у њемачкој савезној држави Шлезвиг-Холштајн. Једно је од 131 општинског средишта округа Херцогтум Лауенбург. Према процјени из 2010. у општини је живјело 176 становника. Посједује регионалну шифру (AGS) 1053127.

## Географски и демографски подаци
Валксфелде се налази у савезној држави Шлезвиг-Холштајн у округу Херцогтум Лауенбург. Општина се налази на надморској висини од 44 метра. Површина општине износи 3,5 km². У самом мјесту је, према процјени из 2010. године, живјело 176 становника. Просјечна густина становништва износи 50 становника/km².